# Siamotyrannus
Siamotyrannus var ett släkte med dinosaurier (theropoda) som levde i Thailand, under kritaperioden för omkring 90 miljoner år sedan. Släktet är endast känt från ett komplett bäcken och några svanskotor, vars drag fått några forskare ursprungligen hävda att Siamotyrannus är en primitiv tyrannosaurid, därav namnet ("Tyrann från Siam"). De senaste analyserna visar dock mot att Siamotyrannus snarare bör klassificeras inom Allosauroidea, troligen inom familjen Metriacanthosauridae.

## Beskrivning avSiamotyrannus
Siamotyrannus såg troligen ut som de flesta andra theropoder: den gick förmodligen på bakbenen, hade kortare framben, lång svans och stor skalle med vassa tänder. Detaljer vet man inte, eftersom man bara känner till bäckenet. Men utgående från bäckenet tror man att Siamotyrannus blev 6-7 meter lång, och vägde cirka 2,5 ton.